# Paradise Train
Singles de Namie Amuro with Super Monkey's
Try Me ~Watashi wo Shinjite~
(1995)
Singles par Super Monkey's 4
Aishite Muscat
(1993)
Paradise Train est un single du groupe de J-pop Namie Amuro with Super Monkey's, sorti le 20 juillet 1994 au Japon sur le label Toshiba-EMI. Le disque est un échec commercial, qui ne se classe pas à l'Oricon. C'est le dernier disque avec Hisako Arakaki, qui quitte le groupe peu après.
C'est en fait le quatrième single enregistré par Namie Amuro, chanteuse principale du groupe, au temps de sa collaboration avec les Super Monkey's. C'est le premier des deux singles sortis sous le nom Namie Amuro with Super Monkey's : un précédent single était sorti en 1992 sous le nom Super Monkey's, puis deux autres en 1993 sous celui de Super Monkey's 4.
La chanson-titre sert de thème musical à un drama et à une publicité pour Lotte.
Elle figurera en 1995 en version remixée sur le premier album de Namie Amuro chez Toshiba-EMI : Dance Tracks Vol.1. Les deux titres du single figureront en 1996 dans leur version d'origine sur la compilation Toshiba-EMI de Namie Amuro with Super Monkey's : Original Tracks Vol.1.

## Liste des titres
1. PARADISE TRAIN
2. Kanashiki Broken Boy (悲しきブロークン・ボーイ?)
3. PARADISE TRAIN (Original Karaoke)
4. Kanashiki Broken Boy (Original Karaoke)

## Membres
- Namie Amuro - chant, chœurs
- Minako Ameku - chœurs
- Nanako Takushi - chœurs
- Hisako Arakaki - chœurs